# Klaus Ritter (Mathematiker, 1936)
Klaus Ritter (* 18. März 1936 in Bad Säckingen; † 19. Juli 2017 in Calw) war ein deutscher Mathematiker und Hochschullehrer.

## Leben
Ritter studierte Mathematik und Physik an der Ludwig-Maximilians-Universität München und an der Albert-Ludwigs-Universität Freiburg. Er promovierte 1964 in Freiburg bei Henry Görtler und Joachim Nitsche mit einer Arbeit zum Thema Über das Maximum-Problem für nichtkonkave, quadratische Funktionen. Er absolvierte Forschungsaufenthalte an der University of Wisconsin–Madison und am Karlsruher Institut für Technologie. 1968 habilitierte er sich in Karlsruhe. Nach seiner Habilitation arbeitete Ritter als Associate Professor an der University of Wisconsin–Madison und ab 1970 an der Rutgers University in New Brunswick. 1973 wurde er zum Professor für Angewandte Mathematik an die Universität Stuttgart berufen. Von 1981 bis zu seiner Emeritierung 2004 hatte er den Lehrstuhl für Angewandte Mathematik und Mathematische Statistik an der Technischen Universität München inne.

## Forschungsinteressen
Ritter forschte auf dem Gebiet der Nichtlinearen Optimierung. Die dabei entstehenden komplizierten numerischen Probleme begann er schon in den 1980er Jahren mit Hilfe von Parallelrechnern zu lösen. Dazu schuf er parallele numerische Methoden und beteiligte sich an der Entwicklung von Transputer-Hardware.
Zusammen mit Bernhard Korte organisierte Ritter seit 1979 regelmäßige Seminare zum Thema Mathematische Optimierung am Mathematischen Forschungsinstitut Oberwolfach. Die beiden Forscher gaben gemeinsam die Tagungsbände zu diesen Workshops heraus.

## Veröffentlichungen (Auswahl)
- Mit Stefan Schäffler, Thomas F. Sturm: Soft Decision Decoding of Binary Linear Block Codes Using the Bfgs-Method, 1998, Yugoslav Journal of Operations Research, Band 8 online
- Mit Stephen M. Robinson, Stefan Schäffler: Global Minimization of Lennard-Jones Functions on Transputer Networks, 1997, Kapitel in Large-Scale Optimization with Applications Part III: Molecular Structure and Optimization, Springer, ISBN 978-1-4612-6870-3
- Mit Stefan Schäffler: A Stochastic Method for Constrained Global Optimization, 1994, SIAM Journal on Optimization, Band 4
- Mit H. Fischer: An asynchronous parallel newton method, 1988, Mathematical Programming, Band 42
- Als Herausgeber mit Martin Beckmann, Walter Gaede: Beiträge zur Angewandten Mathematik und Statistik, 1987, Carl Hanser Verlag, ISBN 9783446150607
- Mit M. J. Best: Linear programming. Active set analysis and computer programs, 1985, Prentice Hall, ISBN 978-0135369968
- Mit M. J. Best: A Quadratic Programming Algorithm, 1984, WISCONSIN UNIV-MADISON MATHEMATICS RESEARCH CENTER online
- Als Herausgeber mit H. König, Bernhard Korte: Mathematical Programming at Oberwolfach, 1981, Springer, ISBN 978-0444861368
- Als Herausgeber mit Werner Oettli: Optimization and Operations Research. Proceedings of a Conference Held at Oberwolfach, 1976, Springer, ISBN 978-3-540-07616-2
- Optimization theory in linear spaces. III: Mathematical programming in partially ordered Banach spaces, 1970, Mathematische Annalen, Band 184
- Über das Maximum-Problem für nichtkonkave quadratische Funktionen, 1965, Deutsche Luft- und Raumfahrt. Forschungsbericht
- Über Probleme parameterabhängiger Planungsrechnung, 1963, deutsche Versuchsanstalt für Luft und Raumfahrt E.V., Berlin